# مرصد أنجيل هول
مرصد أنجيل هول أو مرصد قاعة أنجيل هو مرصد فلكي تملكه وتشغله جامعة ميشيغان. يقع في حرم جامعة ميشيغان المركزي على رأس قاعة أنجيل في مدينة آن آربر في ولاية ميشيغان (الولايات المتحدة الأمريكية).يملك المرصد عاكس كاسيغرين متحكم بة حاسوبيا بقياس 0.4 متر في قبتة، وتلسكوب لاسلكي صغير على السطح. وكان يضم مقراب انكساري يحرك على مدار الساعة ومقراب عاكس بجانب بعض. صنع التليسكوب الحالي من قبل شركة دي إف إم الهندسية (DFM Engineering) وتم تركيبة في ديسمبر 1994 .
تشغل جامعة ميشيغان مراصد أخرى هي مرصد ديترويت (1854) ومرصد لامونت-هوسي (جنوب أفريقيا، 1928) ومرصد ماكماث هولبرت (بحيرة أنجيلوس، ميشيغان، 1930)، ومرصد جبل بيتش (دكستر، ميشيغان 1958).